# Aimargues
Aimargues település Franciaországban, Gard megyében. Lakosainak száma 5806 fő (2022. január 1.). Aimargues Gallargues-le-Montueux, Aigues-Vives, Le Cailar, Saint-Laurent-d’Aigouze, Lunel és Marsillargues községekkel határos.

## Népesség
A település népességének változása:
| Lakosok száma | 2252 | 2547 | 2988 | 4173 | 5074 | 5413 | 5647 | 5717 | 5729 | 5806 |
|               | 1968 | 1982 | 1990 | 2006 | 2013 | 2015 | 2017 | 2019 | 2020 | 2022 |